# Andrea Moda Formula
Andrea Moda Formula war ein italienisches Motorsportteam, das zu 10 der 16 Großen Preise der Formel-1-Saison 1992 antrat. Es erreichte nur eine Rennteilnahme, die ohne Zielankunft endete. Der Rennstall baute auf dem früheren Formel-1-Team Coloni auf.
Andrea Modas Geschichte ist gekennzeichnet von organisatorischen und finanziellen Mängeln, fehlenden sportlichen Erfolgen und Skandalen, die in der Verhaftung des Teamchefs gipfelten und dazu führten, dass das Team als einziger Rennstall der Formel-1-Geschichte zweimal innerhalb eines Jahres von der Weltmeisterschaft ausgeschlossen wurde.

## Überblick über die Teamgeschichte

### Der „König der Nichtqualifizierten“ wird übernommen
Andrea Moda Formula wurzelte in dem italienischen Rennstall Coloni, der von 1987 bis 1991 an 14 Formel-1-Rennen teilgenommen hatte. Das finanziell und technisch sehr schwach aufgestellte Coloni-Team war 1991 für die Presse das „Gespött der Formel 1“ gewesen und galt, nachdem es zweieinhalb Jahre in Folge zu keinem Weltmeisterschaftslauf die Startberechtigung erhalten hatte, als „König der Nichtqualifizierten“. Ab Sommer 1991 stand Coloni vor der Zahlungsunfähigkeit. Nach dem erfolglosen Versuch, mit dem ebenfalls leistungsschwachen, indirekt mit Lamborghini in Verbindung stehenden Modena Team („Lambo Formula“) zu fusionieren, verkaufte der Teamgründer Enzo Coloni seinen hoch verschuldeten Rennstall im September 1991 für angeblich 8 Mio. US-$ an den 31 Jahre alten italienischen Unternehmer Andrea Sassetti, der primär in der Modebranche tätig war. Zu den letzten beiden Rennen des Jahres 1991 trat das Team noch unter der alten Bezeichnung Coloni Racing an; ab 1992 meldete Sassetti den Rennstall dann als Andrea Moda Formula.
Über Andrea Sassettis Motivation, an der Formel 1 teilzunehmen, gab und gibt es zahlreiche Mutmaßungen. Die meisten Quellen sprechen Sassetti ein ernsthaftes Interesse am Motorsport ab. Einige sehen in Andrea Moda Formula den – gescheiterten – Versuch, in Anlehnung an die Entwicklung Benettons die Öffentlichkeitswirksamkeit des Motorsports zu Werbezwecken für sein Modeunternehmen zu nutzen, andere halten es nicht für ausgeschlossen, dass das Formel-1-Engagement dem Zweck der Geldwäsche diente.

### Andrea Moda = Coloni?

Coloni Racing: Identisch oder nicht identisch mit Andrea Moda Formula?

Die sportrechtliche Stellung des Andrea-Moda-Teams war zu Beginn der Saison 1992 umstritten und sorgte für den ersten von zwei Ausschlüssen des Rennstalls von der Weltmeisterschaft.
Anknüpfungspunkt dieses Streits war die Frage, ob Andrea Moda Formula mit dem bisherigen Team Coloni Racing identisch war oder ob es bei sportrechtlicher Betrachtung ein neuer Rennstall war. Für neue Teams enthielt das Reglement der Sportaufsichtsbehörde FISA eine Reihe von Einschränkungen und Auflagen. Dazu gehörte die Verpflichtung, vor dem ersten Rennen eine Sicherheitsgebühr („deposit“) in Höhe von 100.000 US-$ zu hinterlegen; zudem durfte ein neues Team kein Chassis melden, das zuvor bereits von einem anderen Rennstall verwendet worden war.
Teamchef Andrea Sassetti behauptete, sein Rennstall sei in jeder Hinsicht als Nachfolger von Coloni Racing anzusehen, so dass er dessen Auto(s) nutzen durfte und keine Sicherheitsleistung erbringen musste. Die FISA hingegen war der Ansicht, dass Andrea Moda Formula ein neues Team war. Sie stützte ihre Auffassung darauf, dass Andrea Sassetti im Herbst 1991 lediglich Rennwagen und technisches Zubehör von Coloni Racing gekauft hatte, nicht aber dessen Startberechtigung für die Formel-1-Weltmeisterschaft („entry“).
Andrea Moda Formula erfüllte zu Saisonbeginn nicht die Anforderungen, die an ein neues Team gestellt wurden: Einerseits hatte Sassetti keine Sicherheit geleistet, andererseits hatte er beim ersten Saisonrennen für sein Team den Coloni C4B gemeldet, ein Auto, das unter der Bezeichnung C4 in technisch ähnlicher Ausstattung bereits im Vorjahr von Coloni eingesetzt worden war. Dass der C4 1991 mangels Erfolgen in der Vorqualifikation tatsächlich kein einziges Rennen bestritten hatte, änderte aus Sicht der FISA nichts an der Regelwidrigkeit seiner (neuerlichen) Meldung.

### Zwei Ausschlüsse
Da der Streit über die Stellung des Teams im Vorfeld des Großen Preises von Südafrika 1992 nicht beigelegt werden konnte, schloss die FISA Andrea Moda Formula vor Beginn der Vorqualifikation in Kyalami am 28. Februar 1992 von der Teilnahme an der Weltmeisterschaft aus. Der Teamchef erklärte daraufhin zunächst, er wolle den Rennstall unverzüglich schließen. In den folgenden Wochen kam es allerdings zu einer Einigung zwischen Sassetti und der Sportaufsicht. Nach Entrichtung der Sicherheitsgebühr wurde Andrea Moda Formula zu den weiteren Läufen der Weltmeisterschaft zugelassen. Bedingung war, dass das Team künftig mit einem neuen, zuvor noch nicht gemeldeten Rennwagen an den Start ging. Das führte zum Aufbau des Andrea Moda S921, der den alten Coloni C4B im Frühjahr 1992 ablöste. Das Ausbleiben des Teams beim Großen Preis von Südafrika und dem folgenden Rennen in Mexiko wurde als höhere Gewalt qualifiziert und blieb deshalb für das Team folgenlos.
In den folgenden Monaten meldete sich Andrea Moda zu neun Großen Preisen, qualifizierte sich aber nur zu einem Rennen. Von März bis September 1992 kam es neben sportlichen Misserfolgen zu Aufsehen erregenden Zwischenfällen, zu denen der Verlust von Motoren, Schlägereien unter den Teammitgliedern und die Verhaftung des Teamchefs gehörten. Daraufhin schloss die FISA Andrea Moda Formula im September 1992 zum zweiten Mal von der Weltmeisterschaft aus. Die Entscheidung beruhte auf Art. 166 des Reglements. Danach konnte ein Team von der Weltmeisterschaft ausgeschlossen werden, „wenn es dem Standard der Formel 1 nicht genügt oder diese in Misskredit bringt“. Diese Voraussetzungen sah die FISA bei Andrea Moda Formula als erfüllt an. Auf Art. 166 hat sich die Sportaufsicht zuvor noch nie und seitdem nicht wieder berufen.

## Personal

### Management

#### Teamchef
Inhaber von Andrea Moda Formula war Andrea Sassetti, ein 1960 in der mittelitalienischen Region Marken geborener Unternehmer, der seit 1985 die nach ihm benannte Schuh- und Stiefelmarke Andrea Moda führte. Zu seiner Biografie existieren unterschiedliche Angaben, die teilweise stark voneinander abweichen. Einige Quellen sahen ihn als Angehörigen einer wohlhabenden Familie von Schuhherstellern, nach anderen Angaben war er durch einen hohen Gewinn bei einem Pokerspiel zu Reichtum gekommen. Wieder andere vermuten, dass Sassetti illegale Geschäfte betrieb und Kontakte zum organisierten Verbrechen hatte. Es gibt Berichte, wonach Sassetti und Teammitarbeiter im Laufe des Jahres 1992 mehrfach in bewaffnete Auseinandersetzungen verwickelt waren. Im Internet kursiert die Abschrift eines Interviews, das Sassetti im Frühjahr 2012 telefonisch gegeben haben soll und das biografische Details sowie Einzelheiten zur Entwicklung von Andrea Moda Formula enthält. Danach ist Andrea Sassetti der Sohn armer Landwirte, der, aufbauend auf einem kleinen Geldgewinn bei Glücksspielen, durch eigene Arbeit zu Wohlstand kam.
Als Sassetti im September 1991 das Coloni-Team übernahm, hatte er keine Erfahrung im Motorsport. Die Berichterstattung über das Team griff diesen Umstand frühzeitig auf und betonte dies durch wiederholte und zum Teil sehr plakative Beschreibungen von Sassettis anderweitigen Tätigkeiten. Bezeichnungen wie „Schuhmagnat“, „Boss eines Schuhindustriekonzerns“ oder „italienischer König des Prêt-à-porter“ fanden und finden sich noch immer regelmäßig in Darstellungen des Rennstalls. Mit fortlaufender Dauer der Saison und Distanz erhielten die Charakterisierungen auch abwertende Züge. So wurde er als „Dilettant“ oder „zwielichtige Gestalt“ („shady person“) beschrieben. Sein Pilot Alex Caffi bezeichnete ihn rückblickend sogar als „Verrückten“.

#### Technischer Direktor
Technischer Direktor war der US-amerikanische Ingenieur Paul Burgess. Seine Formel-1-Erfahrung beschränkte sich auf eine eineinhalb Jahre andauernde Tätigkeit bei Coloni. Er war 1990 von Subaru, dem seinerzeitigen Motorenpartner Colonis, dort in dieser Funktion eingesetzt worden. Burgess überwachte bei Andrea Moda den Aufbau der Modelle C4B und S921 und betreute die Autos bis in den Sommer 1992 hinein an den Rennwochenenden als Renningenieur.

#### Teammanager
Nach der ursprünglichen Vereinbarung sollte Enzo Coloni auch 1992 das Tagesgeschäft des Rennstalls führen und die sportlichen Einsätze leiten. Allerdings wurde Coloni noch im Dezember 1991 von Sassetti entlassen. Sportlicher Direktor wurde schließlich der Franzose Frédéric Dhainhaut, der 1986 mit dem provençalischen Rennstall AGS in die Formel 1 gekommen war und später die Renneinsätze von Coloni (1989) und Larrousse (1990) organisiert hatte. Der Wechsel zu Andrea Moda Formula fand im Mai 1992 statt; er wurde von Bernie Ecclestone angeregt, der dem italienischen Team einen erfahrenen Organisator an die Hand geben wollte. Dhainhaut verließ das Team im Juni 1992; er war der Ansicht, dass Sassetti und die Mechaniker seine Anweisungen an der Rennstrecke nicht umsetzten. Sein Nachfolger war der Italiener Sergio Zago.

### Die Fahrer
Andrea Moda trat 1992 mit vier Fahrern an: Enrico Bertaggia, Alex Caffi, Roberto Moreno und Perry McCarthy.
Anfänglich hatte sich Sassetti um Christian Danner und Gregor Foitek bemüht. Foitek lehnte das Angebot nach einem aus seiner Sicht ernüchternd ausgefallenen Werksbesuch im Januar 1992 ab, während Danners Verpflichtung daran scheiterte, dass er dem Team keine Sponsoren vermitteln konnte.

#### Enrico Bertaggia und Alex Caffi
Stattdessen vergab Sassetti eines der Cockpits zu Saisonbeginn an Enrico Bertaggia, der 1989 für sechs Große Preise von Coloni gemeldet worden war und seinerzeit bei jedem Versuch der langsamste Fahrer der Vorqualifikation gewesen war. Sein Teamkollege wurde für die ersten Rennen des Jahres Alex Caffi, der 1989 und 1990 insgesamt sechs Weltmeisterschaftspunkte erzielt hatte. Caffi sah sein Engagement bei Andrea Moda Formula nach gesundheitlichen Problemen und sportlichen Misserfolgen in der Vorsaison als Chance auf einen Neuanfang in der Formel 1.
Bertaggia und Caffi wurden zu den ersten beiden Großen Preisen des Jahres gemeldet, nahmen aber an keinem Rennen teil. Nachdem Bertaggia und Caffi Ende März 1992 beim Großen Preis von Mexiko öffentlich ihre Unzufriedenheit über den Zustand des Teams geäußert hatten, das seine Meldung zu diesem Rennen überraschend zurückgezogen hatte, wurden sie von Sassetti entlassen. Caffi nahm die für ihn enttäuschenden Erfahrungen mit Andrea Sassetti, „einem Verrückten, der alles kaputt gemacht hatte“, zum Anlass, seine Formel-1-Karriere zu beenden; auch Bertaggia fuhr nie wieder ein Formel-1-Auto.

#### Roberto Moreno
Als Nachfolger Caffis für die Zeit ab dem Großen Preis von Brasilien verpflichtete Sassetti den Brasilianer Roberto Moreno. Moreno galt als „Mann für hoffnungslose Fälle“, der nach Jahren mit Coloni, AGS und EuroBrun Erfahrung mit kleinen, finanzschwachen Teams hatte. 1991 war er mit Benetton erstmals bei einem leistungsstarken Team unter Vertrag, wurde aber, nachdem er acht Weltmeisterschaftspunkte eingefahren hatte, vor Saisonende durch den Newcomer Michael Schumacher ersetzt.

#### Perry McCarthy

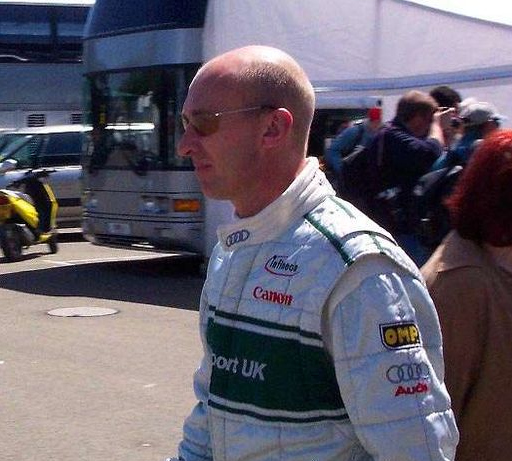
„Formel 1 auf die harte Tour“ bei Andrea Moda: Perry McCarthy

Eine besondere Rolle im Team nahm der zweite Fahrer ein, den Sassetti als Ersatz für Bertaggia verpflichtete. Auf Vermittlung des Managers von Nigel Mansell entschied sich Sassetti Ende März 1992 kurzfristig für den britischen Rennfahrer Perry McCarthy, der im Gegensatz zu Moreno keine Formel-1- und nur wenig Formel-3000-Erfahrung hatte. McCarthy erhielt von Andrea Moda kein Gehalt und musste für sämtliche Reise- und Unterkunftskosten selber aufkommen. „Aufgrund eines Missverständnisses“ verweigerte ihm die FISA in Brasilien zunächst die Superlizenz. Nach einer Intervention Bernie Ecclestones erhielt er zum folgenden Rennen, dem Großen Preis von Spanien, die Fahrerlaubnis zurück.
Ab April 1992 versuchte Sassetti, an McCarthys Stelle wieder Enrico Bertaggia zu melden, der zwischenzeitlich neue Sponsoren gefunden hatte. Die Rede war von Mitteln in Höhe von 1.000.000 US-$. Da Andrea Moda allerdings mit der Verpflichtung Morenos und McCarthys die maximal zulässige Anzahl an Fahrerwechseln bereits vollzogen hatte, ließ die FISA einen weiteren Fahrerwechsel nicht zu. McCarthy wurde daraufhin zum „ungeliebten Kind des Teams“: Sassetti sah ihn als wesentlichen Grund dafür an, dass das Team auf Bertaggias Sponsorgelder verzichten musste. In der Folgezeit benachteiligte Sassetti ihn konsequent, sodass McCarthy kaum gezeitete Runden zurücklegen konnte und keine realistische Chance für eine (Vor-)Qualifikation bekam. Er versuchte, McCarthy zur Kündigung zu bewegen, indem er ihn so selten wie möglich fahren ließ oder ihm lediglich veraltetes oder unsicheres Material zur Verfügung stellte. McCarthy hielt seinerseits an dem Vertrag fest, da er keine Alternative in der Formel 1 hatte. Ein geplanter Einsatz als Testfahrer bei Arrows kam nicht zustande, weil Sassetti McCarthy keine Freigabe erteilte. In dem angeblich 2012 mit ihm geführten Interview bestätigte Andrea Sassetti die grundsätzliche Benachteiligung McCarthys, bestand aber darauf, dass dieser von Anfang an die Situation des Teams gekannt habe: McCarthy habe gewusst, dass Andrea Moda nicht in der Lage gewesen sei, zwei Fahrzeuge gleichzeitig einzusetzen; er sei gleichwohl im Team verblieben, um überhaupt in der Formel 1 präsent zu sein.
McCarthy verarbeitete seine Erfahrungen mit Andrea Moda 2002 in einer Autobiografie, der er den Untertitel „Formel 1 auf die harte Tour“ („Formula One the hard way“) gab.

## Ressourcen

### Technische Ausstattung
Zu Saisonbeginn befand sich der Sitz von Andrea Moda Formula noch in Enzo Colonis Werkstatt im umbrischen Passignano sul Trasimeno. Im März 1992 verlegte Sassetti den Stützpunkt des Rennstalls in seine Heimatregion Marken. Die meisten Veröffentlichungen geben als Sitz des Teams die Stadt Ancona an; eine einzelne Quelle benennt dagegen die 50 km von Ancona entfernte, zur Gemeinde Morrovalle gehörende Ortschaft Trodica als Standort. Dort befand sich auch eine Werkstatt, in der Stiefel und Schuhe der Marke Andrea Moda hergestellt wurden. Die Zentrale des Rennstalls war in einer Lagerhalle untergebracht. Bei seinem einzigen Besuch im Juni 1992 fühlte sich Perry McCarthy „mehr an ein Verbrecherversteck als an eine Formel-1-Zentrale“ erinnert.
Das Team nutzte das Material von Enzo Colonis ehemaligem Formel-1-Rennstall. Nach Angaben von Beobachtern investierte Sassetti nichts oder nur sehr wenig in eine Verbesserung der Ausrüstung, deren Niveau als amateurhaft beschrieben wurde. Gregor Foitek, der Andrea Modas Werkstatt im Januar 1992 besuchte, kam zu der Einschätzung, dass die Infrastruktur des Teams „so schlecht ist, dass sie es nicht wert ist, mit der Formel 1 in Verbindung gebracht zu werden.“ Dem Team fehlte es vor allem an dem nötigen Material, um zwei Rennwagen gleichzeitig einsatzbereit zu machen. Wiederholt mussten sich die Mechaniker Ausrüstungsgegenstände und Werkzeuge von anderen Rennställen ausleihen. Das Personal des Teams – Mechaniker und LKW-Fahrer – rekrutierte Sassetti unter anderem aus den Handwerkern seiner Schuhfabrik.

### Die Autos
Im Dezember 1991 erschien Andrea Moda Formula erstmals mit dem technisch unveränderten Coloni C4 bei einem Wettbewerb in Bologna, der keinen Bezug zur Weltmeisterschaft hatte. Danach wurde der Wagen unter Verwendung neuer Antriebskomponenten zum C4B umgebaut. Nach der Zurückweisung dieses Modells durch die FISA im Februar 1992 entstand der technisch eigenständige Andrea Moda S921, mit dem das Team bei insgesamt neun Großen Preisen antrat.

#### Coloni C4B

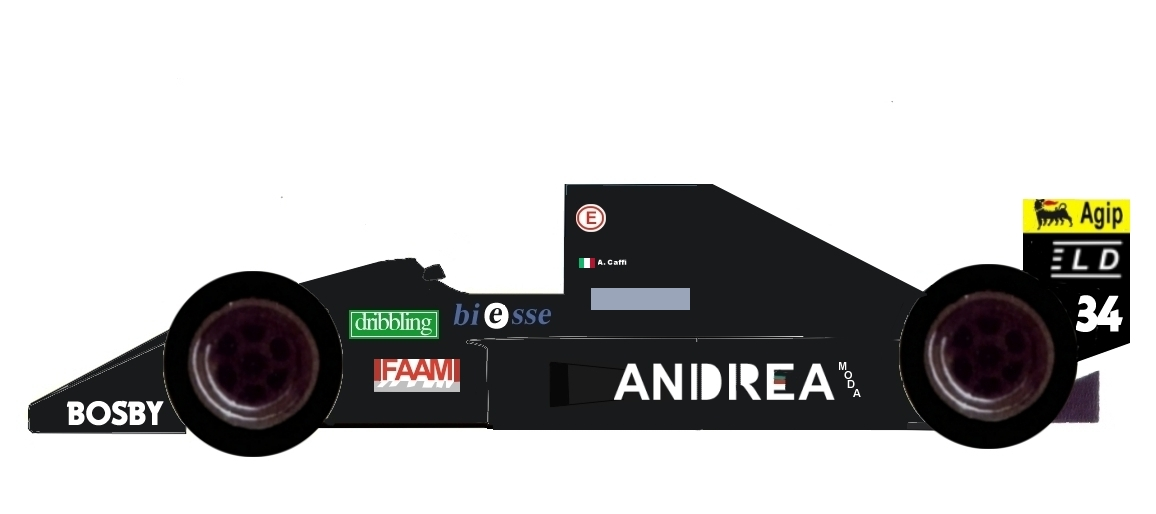
Coloni C4B-Judd in der Lackierung vom Großen Preis von Südafrika 1992

Der C4B beruhte auf dem Coloni C3, der im Frühjahr 1989 von Christian Vanderpleyn für den Einsatz mit einem Cosworth-DFR-Motor konstruiert worden war. Anfang 1990 hatte Coloni eines der beiden Chassis auf einen Subaru-Zwölfzylinder umgestellt; das zweite Chassis erschien im Spätsommer 1990 nach leichter Überarbeitung als Coloni C3C erneut mit Cosworth-Motor. Dieses Chassis ließ Coloni für die Saison 1991 von Studenten der Universität Perugia im Rahmen einer Studienarbeit wiederum leicht modifizieren. Aus ihm wurde der C4, mit dem sich Pedro Chaves 1991 zu keinem Rennen qualifizierte.
Für die Saison 1992 wollte Sassetti das inzwischen zweieinhalb Jahre alte Chassis mit einer neuen Antriebseinheit an den Start bringen. Er erwarb zwei gebrauchte Zehnzylindermotoren von Judd (Typ GV), die im Jahr zuvor von der Scuderia Italia im Dallara 191 eingesetzt worden waren, sowie die Hinterachse und wohl auch das Sechsganggetriebe des Dallara. Überwacht von Paul Burgess, bauten Studenten der Universität Perugia in den ersten Wochen des Jahres 1992 das alte Chassis und die neue Antriebseinheit zusammen. Anfang Februar 1992 erfolgte eine Testfahrt des C4B, die nach Einschätzung Alex Caffis vielversprechend verlief.
Sassetti meldete den C4B zum Saisonbeginn 1992 für Alex Caffi und für Enrico Bertaggia. Ob tatsächlich für jeden Fahrer ein Fahrzeug hergestellt wurde, ist zweifelhaft, denn der Coloni C4, auf dem der C4B basierte, war ein Einzelstück. In Südafrika erschien das Team nur mit einem rennbereiten Auto. Eine einzelne Quelle berichtet, dass das Team in Kyalami auch ein zweites, nicht komplettiertes Chassis in der Box hatte. Es gibt keine Abbildungen, die dies bestätigen könnten. In allen zeitgenössischen Veröffentlichungen wurde regelmäßig nur ein Fahrzeug vom Typ C4B – und zwar jeweils das gleiche – gezeigt.
Ob Andrea Moda anfänglich geplant hatte, die gesamte Saison 1992 mit dem C4B zu bestreiten, ist unklar. Einzelne zeitgenössische Quellen bezeichneten den C4B bereits vor dem Beginn der Saison als bloßes Interimsauto, dessen Ablösung durch eine neuere Konstruktion bevorstand, während andere davon ausgehen, dass sich Sassetti erst nach dem Ausschluss des Teams in Kyalami erstmals um einen Nachfolger bemühte.

#### Andrea Moda S921

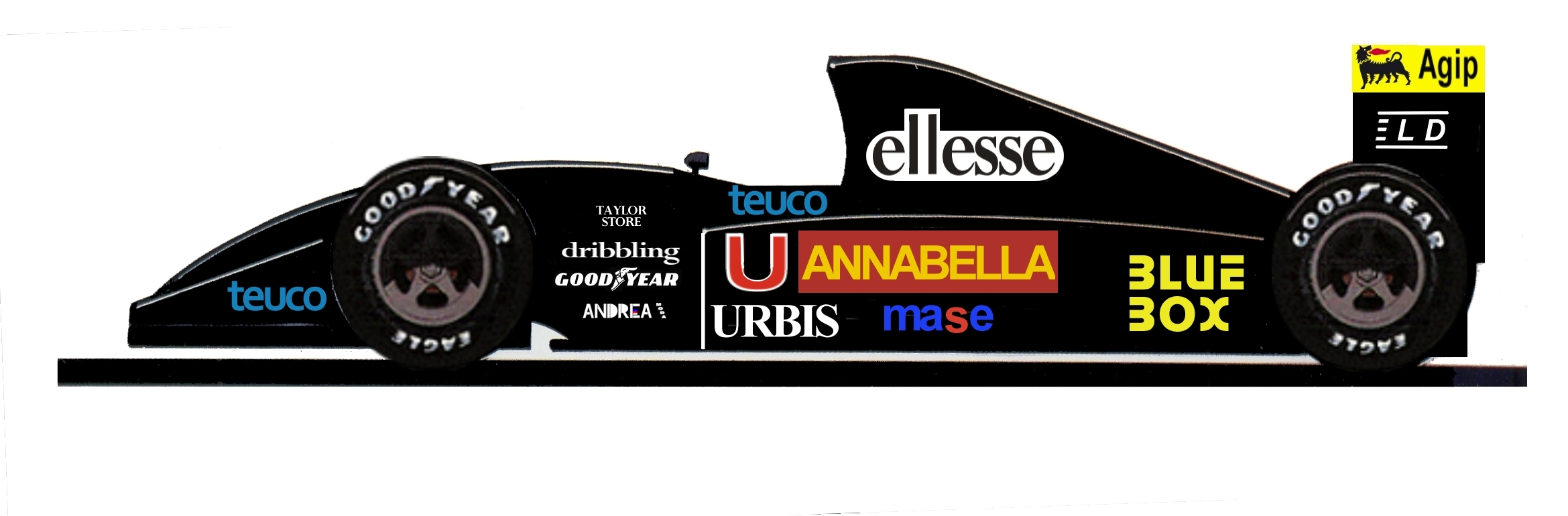
Basierte auf einer Simtek-Konstruktion: Andrea Moda S921

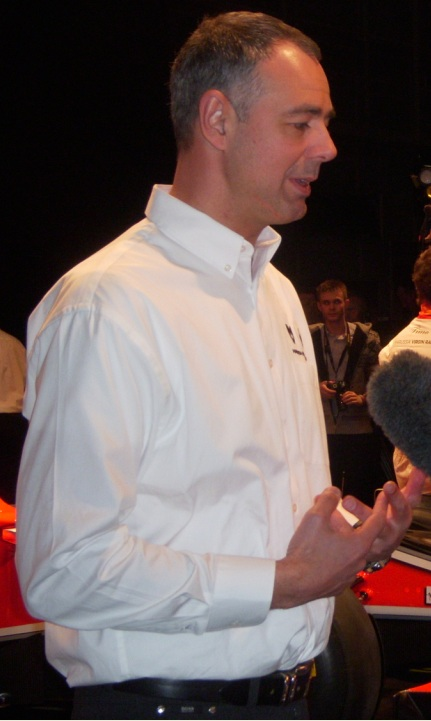
Konstrukteur des S921: Nick Wirth

Nach dem Ausschluss des Teams und der Zurückweisung des Coloni C4B Ende Februar 1992 musste Andrea Moda Formula für die weiteren Rennen ein Auto an den Start bringen, das noch nicht von einem anderen Team gemeldet worden war. Aus Zeit- und Ressourcenmangel konnte das Team kein eigenes Auto konstruieren. Max Mosley, seit einem Jahr Präsident der FISA, stellte Anfang März 1992 den Kontakt zu dem britischen Konstruktionsbüro Simtek her, dessen Mitinhaber er war. Simtek hatte 1990 ein Formel-1-Auto im Auftrag des deutschen Automobilherstellers BMW konstruiert, der zu dieser Zeit erwog, werksseitig in den Grand-Prix-Sport einzusteigen. Die Simtek-Wagen sollten für BMW ein erster Schritt sein, das Formel-1-Umfeld näher kennenzulernen. 1991 gab BMW das Formel-1-Projekt auf. Simtek sah in Andrea Moda Formula eine Gelegenheit, die im Werk verbliebenen Chassis einer bestimmungsgemäßen Nutzung zuzuführen.
Die Komplettierung der Chassis erfolgte im März 1992 unter hohem Zeitdruck bei Simtek. Einige Mechaniker Andrea Modas arbeiteten daran; hinzu kamen zahlreiche Mechaniker anderer Formel-1-Teams, die sich hier ein Zubrot verdienten. Anfang April 1992 wurde das Auto schließlich der Öffentlichkeit präsentiert.
Von dem S921 entstanden zwei Exemplare (S921/1 und S 921/2); der anfänglich geplante Aufbau eines dritten Autos wurde aus Geldmangel nicht verwirklicht. Tatsächlich waren die beiden Autos nie gleichzeitig einsatzbereit. Das Team hatte im Laufe der Saison nicht genügend Teile, um sowohl den S921/1 als auch den S921/2 renntauglich zu machen. Faktisch diente der S921/2 als Reservefahrzeug und Teileträger für den S921/1. Bevor der S921/2 auf die Strecke geschickt wurde, mussten die Mechaniker diverse Komponenten aus dem S921/1 aus- und in den S921/2 einbauen. In einem Fall betraf das die Lenksäule, in einem anderen Fall Teile der Radaufhängungen. Zeitweise wurde der S921/2 mit Teilen ausgestattet, die aufgrund eines Defekts im S921/1 aussortiert worden waren.
Der Andrea Moda S921 ist technisch eng mit dem Simtek S941 verwandt, der in der Saison 1994 an den Start ging. In jenem Auto starb Roland Ratzenberger beim Abschlusstraining zum Großen Preis von San Marino 1994.

## Renneinsätze

### Bologna Sprint
Der erste Renneinsatz des Teams Coloni-Andrea Moda Formula fand im Dezember 1991 statt. Einen Monat nach dem letzten Weltmeisterschaftslauf der Saison 1991 in Australien erschien das Team beim Bologna Sprint, einem Wettbewerb, der im Rahmen der jährlichen Bologna Motor Show in einer geschlossenen Halle abgehalten wurde. Hier traten sechs Fahrer in überwiegend italienischen Autos bei kurzen Sprintrennen gegeneinander an. Der Wagen entsprach dabei, abgesehen von der schwarzen Lackierung und den Sponsoraufklebern, technisch dem zuvor von Coloni eingesetzten C4. Er war noch mit einem Cosworth-Motor ausgestattet. Fahrer war Antonio Tamburini. Er setzte sich im ersten Sprint gegen Gianni Morbidelli im Minardi M191 durch, scheiterte aber im Halbfinale an Johnny Herbert, der einen Lotus 102 mit Judd-Motor einsetzte.

### Weltmeisterschaft 1992

#### Ausgangslage: Die Vorqualifikation
In den frühen 1990er-Jahren befand sich die Formel 1 in einem Schrumpfungsprozess. Nachdem 1989 noch 20 Teams mit insgesamt 39 Autos an der Weltmeisterschaft teilgenommen hatten, waren es 1990 noch 19 und im folgenden Jahr 18 Teams. Einige kleine Teams beendeten in diesen Jahren ihr Formel-1-Engagement: Rial und Zakspeed gaben Ende 1989 auf, EuroBrun, Life Racing sowie Onyx/Monteverdi 1990, und im Laufe des Jahres 1991 stellten AGS und das Modena Team („Lambo Formula“) den Betrieb ein. Damit reduzierte sich die Zahl der in der Saison 1992 eingeschriebenen Teams auf 16; jedes von ihnen setzte zwei Autos ein.
Nach Maßgabe des Reglements durften im Qualifikationstraining maximal 30 Autos gleichzeitig auf der Rennstrecke sein. Im Hinblick darauf, dass 1992 insgesamt 32 Autos gemeldet waren, war – wie schon in den Jahren zuvor – eine Vorausscheidung notwendig, um die Zahl der im Zeittraining antretenden Autos auf 30 zu begrenzen. Diese als Vorqualifikation bezeichnete Ausscheidung fand jeweils von acht bis neun Uhr am Freitagmorgen vor dem Zeittraining statt. An ihm mussten Andrea Moda als neues Team sowie die zwei schwächsten Teams des letzten Jahres – Fondmetal und Brabham – teilnehmen. Die vier schnellsten Fahrer der Vorqualifikation waren berechtigt, am Zeittraining teilzunehmen, in dem die 26 startberechtigten Fahrer ermittelt wurden. Für die beiden langsamsten Piloten der Vorqualifikation war das Rennwochenende dagegen vorzeitig beendet. Roberto Moreno scheiterte sechs-, Perry McCarthy fünfmal in der Vorqualifikation.
Als Brabham im Sommer 1992 den Rennbetrieb einstellte, wurde die Vorqualifikation obsolet; zum Großen Preis von Belgien, der zugleich der letzte Grand Prix des Teams war, war Andrea Moda Formula automatisch zum Qualifying zugelassen.

#### Vorbereitungen: Nur selten Testfahrten
Anders als die meisten anderen Rennställe führte Andrea Moda nur sehr wenige Testfahrten durch. Vor Saisonbeginn gab es einen Funktionstest mit dem C4B in Misano, Anfang April testete Andrea Moda den S921 erstmals in Imola. Vor dem Großen Preis von Großbritannien drehte Moreno schließlich ein paar privat organisierte Proberunden in Spa-Francorchamps.

#### Die einzelnen Rennen
Der erste Weltmeisterschaftslauf, zu dem Andrea Moda Formula antrat, war der Große Preis von Südafrika, das Auftaktrennen der Saison 1992. Hier erschien das Team mit Alex Caffi und Enrico Bertaggia. Als Einsatzfahrzeug wurde der Coloni C4B gemeldet. Alex Caffi bewegte seinen C4B am Donnerstag vor dem Rennen. Anlass waren einige Akklimatisationsrunden, die die FISA den Fahrern gewährte, damit sie den seit einigen Jahren nicht mehr benutzten Kyalami-Kurs vor dem Beginn der Vorqualifikation kennenlernen konnten. Bei diesem Anlass entstanden die einzigen Fotografien des C4B in Bewegung. Caffi fuhr nur eine halbe Runde, bevor das Auto infolge einer defekten Batterie zum Stillstand kam. Der C4B wurde nicht für Bertaggia hergerichtet; Bertaggia ging auch nicht mit einem eigenen Auto auf die Rundstrecke. Nach einer Pressenotiz entließ Andrea Sassetti einen Mechaniker, nachdem dieser anweisungswidrig an einem angeblich vorhandenen zweiten C4B gearbeitet hatte. An der Vorqualifikation am folgenden Tag nahm Andrea Moda Formula nicht teil, da es zuvor von der Weltmeisterschaft ausgeschlossen worden war.
Für den folgenden Großen Preis von Mexiko kündigte Andrea Moda Formula das Debüt des neuen S921 an. Die Teammitglieder und die Fahrer Bertaggia und Caffi waren an der Strecke anwesend. Der S921 war dagegen noch nicht einsatzbereit. Andrea Moda verfügte zu diesem Zeitpunkt lediglich über einen nicht vollständigen Satz von Einzelteilen, die noch nicht zusammengesetzt waren und sich in der Boxengasse von Mexiko auch nicht zusammensetzen ließen. Sassetti hatte die Einzelteile allein deshalb nach Mexiko transportieren lassen, um eine Konventionalstrafe, die für das Auslassen eines Großen Preises fällig war, zu umgehen. Die mangelnde Einsatzbereitschaft des Autos wurde offiziell mit der verspäteten Lieferung wichtiger Einsatzteile erklärt; Sassetti berief sich insoweit auf höhere Gewalt. Seine Piloten, die auf eigene Kosten angereist waren, hatte er vorab nicht von dem Entwicklungsstand des Autos unterrichtet.
Der S921 debütierte beim Großen Preis von Brasilien. In São Paulo war nur Morenos S921/1 einsatzbereit. Er fuhr nur in der Vorqualifikation. Das Team hatte erhebliche Schwierigkeiten, den Wagen zu starten; Beobachter bezeichneten die unorganisierten, hilflosen und „lächerlichen“ Bemühungen der Mechaniker als „Kabarett“. In seiner schnellsten Runde war Morenos Durchschnittsgeschwindigkeit nahezu 50 km/h niedriger als die Nigel Mansells, der im Williams FW14B die Poleposition herausfuhr. Letztlich verpasste Moreno die Vorqualifikation um 15 Sekunden. Der zweite neue Pilot Perry McCarthy war, obwohl er an der Rennstrecke war, vom Team nicht gemeldet, da die FISA vorübergehend seine Superlizenz entzogen hatte.

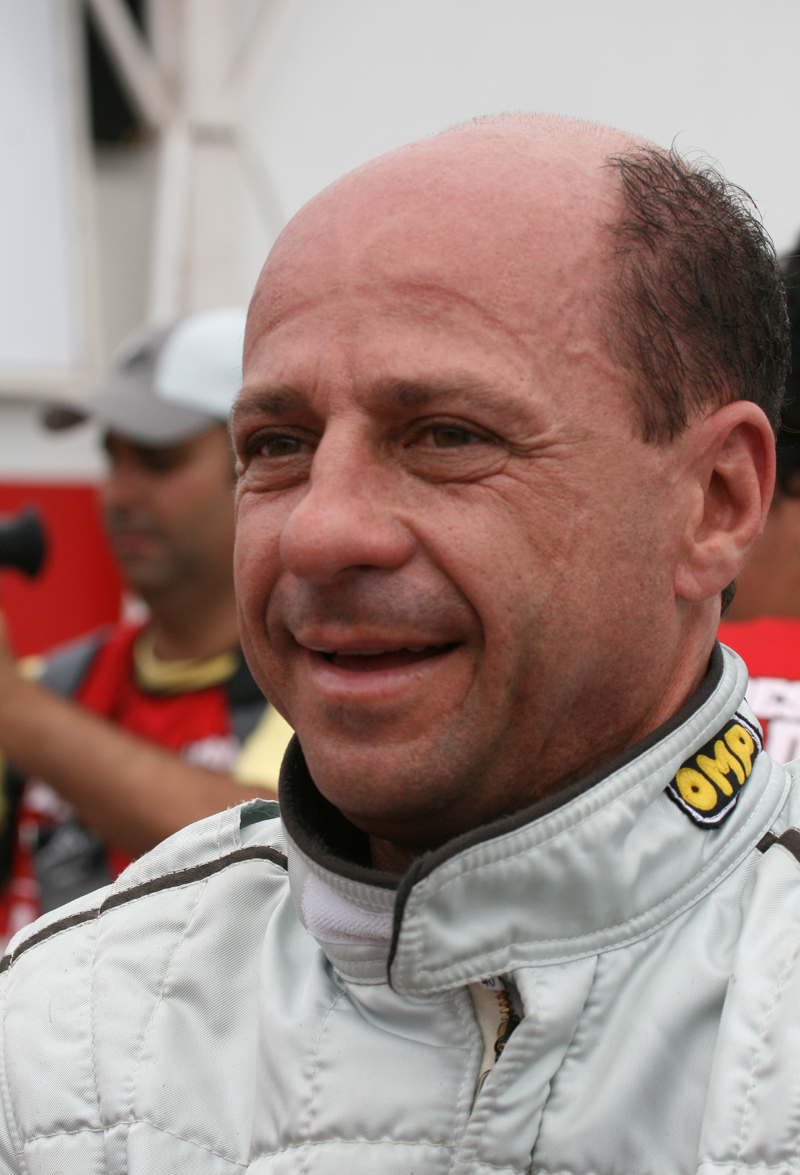
Bestritt das einzige Formel-1-Rennen des Teams: Roberto Moreno

Beim anschließenden Rennen in Spanien legten weder Moreno noch McCarthy in der Vorqualifikation eine vollständige Runde zurück: Der Motor von Morenos Auto erlitt in der ersten Runde einen Defekt. Danach sollte McCarthy in seinem Auto (S921/2) drei langsame Runden absolvieren, um ihn danach an Moreno zu übergeben. Dazu kam es nicht: McCarthys Motor fiel bereits 20 Meter hinter der Boxenausfahrt aus. McCarthy gab seinen ersten Eindruck von dem neuen S921 danach mit Sarkasmus wieder: „Das Auto übersteuert“.
In San Marino war der S921 konkurrenzfähiger: Moreno verpasste die Vorqualifikation nur um eine Zehntelsekunde. Allerdings konnte er nicht die volle Zeit der Vorqualifikation nutzen: Infolge eines Radlagerschadens musste er das Auto vorzeitig abstellen. McCarthy fuhr im zweiten S921 je nach Quelle sieben oder acht Runden, war aber annähernd neun Sekunden langsamer als Moreno.
Beim anschließenden Rennen in Monaco gelang Roberto Moreno die einzige Qualifikation in der Geschichte seines Teams. In der Vorqualifikation erreichte er mit 1:27,186 Minuten die drittschnellste Rundenzeit und ließ damit Andrea Chiesa im Fondmetal GR01 sowie Ukyō Katayama im Venturi hinter sich. Im Zeittraining war er 0,02 Sekunden schneller als Eric van de Poele und 0,5 Sekunden schneller als Damon Hill, die beide einen identisch motorisierten Brabham fuhren. Mit diesem Vorsprung qualifizierte sich Moreno für den 26. und letzten Startplatz. Im Rennen blieb Moreno Letzter, lag aber nach Ausfällen vorpositionierter Fahrer in Runde zehn bereits auf Platz 19. In der elften Runde fiel Moreno nach einem Motordefekt aus. Perry McCarthy durfte in der Vorqualifikation lediglich drei einzelne, nicht gezeitete Runden zurücklegen; danach musste er auf Anweisung des Teamchefs Frédéric Dhainhaut seinen Wagen in der Box abstellen, wo dieser als Ersatzauto für Moreno vorgehalten wurde. McCarthys kurzes Auftreten in Monaco wird in der Literatur vielfach als bloßer „Alibieinsatz“ gewertet.
Beim Großen Preis von Kanada hatte Andrea Moda zunächst keine Motoren zur Verfügung. Der offiziellen Mitteilung des Teams zufolge war die Kiste mit den Judd-Motoren durch einen Fehler der Fluggesellschaft British Airways nicht in das richtige Flugzeug geladen worden. Andere hielten diese Darstellung für vorgeschoben und machten stattdessen Schulden des Teams beim Motorenhersteller Judd oder beim Frachtunternehmer für die ausgebliebene Lieferung verantwortlich. Andrea Sassetti lieh sich in Montréal von Brabham letztlich einen bauartgleichen Motor, den er in Morenos Auto einbauen ließ. Die Meldung McCarthys wurde unter Berufung auf höhere Gewalt zurückgezogen.
Zum folgenden Rennen in Frankreich erschien das Andrea-Moda-Team nicht: Durch einen Fernfahrerstreik waren im Juli 1992 zeitweise die französischen Autobahnen blockiert. Alle Teams konnten die Sperren umgehen, nur die Lastwagen Andrea Modas saßen fest und erreichten die Rennstrecke in Magny-Cours nicht rechtzeitig. Daraufhin zogen sich nahezu alle Sponsoren von Andrea Moda zurück.
In Großbritannien verpasste Moreno die Vorqualifikation um zwei Sekunden; auf den letzten Startplatz fehlten ihm vier Sekunden. Nach Morenos Darstellung verhinderte ein Defekt der Benzinzufuhr schnellere Rundenzeiten. McCarthy wurde in Silverstone mit alten Regenreifen auf die trockene Strecke geschickt. Er absolvierte lediglich zwei Runden, zu Beginn der dritten Runde erlitt die Kupplung einen Defekt. Die beste Zeit, die er damit erreichte, lag 16 Sekunden über der von Moreno und 20 Sekunden über der Zeit, die für eine Qualifikation nötig war.
Beim Großen Preis von Deutschland war Moreno drei Sekunden langsamer als der letzte Qualifikant. McCarthy erhielt von der Teamleitung die Erlaubnis, in der Vorqualifikation eine Runde zurückzulegen. Als er in die Boxengasse zurückkehrte, ließ er versehentlich die Gewichtskontrolle aus und wurde daraufhin disqualifiziert.

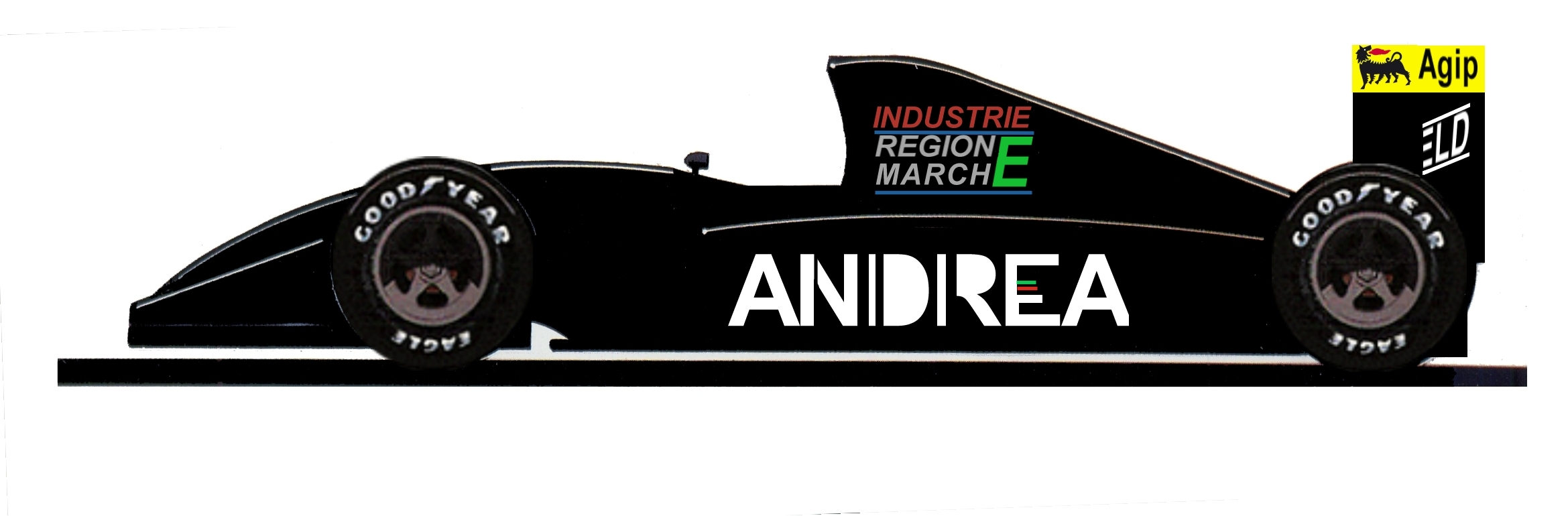
Der 921 in der Lackierung zum Großen Preis von Ungarn 1992

Da das ebenfalls der Vorqualifikation unterliegende Brabham-Team in Ungarn aus finanziellen Gründen nur mit einem Auto erschien, traten in der Vorqualifikation nur noch fünf Fahrer an, von denen die schnellsten vier zur Teilnahme am Qualifying berechtigt waren. Zum zweiten Mal in diesem Jahr überstand Moreno daraufhin die Vorqualifikation. Allerdings verpasste er im Zeittraining die Qualifikation um 2,3 Sekunden. McCarthy wurde erst 45 Sekunden vor Ende der Vorqualifikation erstmals auf die Strecke gelassen; damit hatte er keine Chance, eine gezeitete Runde zu absolvieren. Die FIA forderte Andrea Moda daraufhin auf, beim kommenden Rennen in Belgien mit beiden Fahrzeugen „ernsthafte Bemühungen zu unternehmen, sich zum Rennen zu qualifizieren“; für den Fall der Nichtbeachtung wurde ein Ausschluss von weiteren Weltmeisterschaftsläufen in Aussicht gestellt.
In Belgien war, nachdem sich das Brabham-Team vollständig aus der Formel 1 zurückgezogen hatte, das Erfordernis der Vorqualifikation entfallen; beide Andrea-Moda-Piloten waren damit automatisch zum Zeittraining zugelassen. Im Freitagstraining waren Moreno und McCarthy die langsamsten Fahrer. Moreno fehlten 14,5 Sekunden auf die Polezeit von Nigel Mansell, McCarthy war nochmals zehn Sekunden langsamer. McCarthy fuhr seine Runden mit einer defekten Lenksäule, die zuvor aus Morenos Auto ausgebaut worden war. Die Mechaniker, denen die Fehlerhaftigkeit der Lenksäule bekannt war, unterrichteten McCarthy vor Beginn der Qualifikation nicht von dem Defekt. Nach dem Freitagstraining kam es zu körperlichen Auseinandersetzungen zwischen Sassetti und einigen Mechanikern, die die Begleichung offener Lohnforderungen durchsetzen wollten. In der Nacht zum Samstag wurden Sassetti und Teammanager Zago schließlich von der belgischen Polizei im Fahrerlager verhaftet, Sassetti verbrachte eine Nacht im Gefängnis. Anlass war die Klage eines Kunden, Sassetti hätte ihn mit einem gefälschten Scheck bezahlt.
Diesen Vorgang nahm die FISA zum Anlass, Andrea Moda Formula wegen rufschädigenden Verhaltens mit sofortiger Wirkung von der Formel-1-Weltmeisterschaft auszuschließen. Im Anschluss an die Verhaftung Sassettis zog John Judd wegen unbezahlter Rechnungen noch im Fahrerlager von Spa-Francorchamps einen der beiden Motoren von Andrea Moda ab. Wenig später kündigte Perry McCarthy.
Andrea Moda Formula erschien eine Woche nach dem Ausschluss erneut zum Großen Preis von Italien. Das Team wurde verspätet in die Boxengasse eingelassen; als der LKW ankam, war die technische Abnahme bereits abgeschlossen. Sassetti versuchte noch über ein ordentliches italienisches Gericht, die Zulassung eines seiner Autos für Roberto Moreno zum Rennen zu erreichen; der Antrag wurde allerdings abgelehnt.

## Die Zwischenfälle und ihre Bewertung in der Motorsportliteratur
Abgesehen von der Verhaftung des Teamchefs war keiner der Regelverstöße und Zwischenfälle, die bei Andrea Moda Formula auftraten, an und für sich genommen ein Novum in der Formel 1.
- So war bereits mehrfach ein Team, das regelwidrig ein zuvor von einem Konkurrenten gemeldetes Chassis an den Start bringen wollte, zurückgewiesen worden; zuletzt war die britische Formation Middlebridge-Trussardi betroffen gewesen (1987).[79][80]
- Auch die systematische Vernachlässigung eines von mehreren gemeldeten Fahrzeugen war nicht neu: Zwei Jahre vor Andrea Moda Formula hatte EuroBrun Racing ebenfalls zwei Autos gemeldet, aber nur eines ernsthaft vorbereitet. Das zweite Auto unter Claudio Langes war de facto lediglich Teileträger und Ersatzfahrzeug für den bevorzugten Fahrer Roberto Moreno gewesen.[81] 1989 hatte das französische AGS-Team seinen zweiten Fahrer Joachim Winkelhock wiederholt mit vollen Tanks oder abgenutzten Reifen in die Vorqualifikation geschickt, um zielgerichtet die Vorqualifikationsversuche eines ungewünschten Piloten zu verhindern.[82]
- Schließlich kamen frühzeitige Motorendefekte auch bei anderen schwach aufgestellten Teams wiederholt vor: So hatte etwa beim Großen Preis von Portugal 1991 der einzige Motor des Coloni-Teams noch beim Anwärmen in der Box einen Defekt erlitten, sodass Colonis damaliger Fahrer Pedro Chaves nicht einmal die 20 Meter zurücklegen konnte, die nach Ansicht Perry McCarthys beim Großen Preis von Spanien 1992 den kürzesten je unternommenen Versuch der Vorqualifikation darstellten.[83]

Neu war allerdings der Umstand, dass all diese Defekte innerhalb eines halben Jahres bei einem einzelnen Team zusammenkamen.
Im Gegensatz zu anderen erfolglosen Teams, denen Journalisten ungeachtet schlechter Ergebnisse wenigstens einen „olympischen Geist“ (Osella) oder ein „tapferes Bemühen“ (Minardi) attestierten, fehlen in der Berichterstattung zu Andrea Moda jegliche Attribute der Anerkennung. Andrea Moda Formula wurde als „der Flop der Formel-1-Saison 1992“ oder als „Posse“ bezeichnet; die Auftritte des Teams waren nach Ansicht von Beobachtern „trostlos“ „chaotisch“ oder „blamabel“ und „glichen einer Schmierenkomödie“. In Zusammenfassungen ergaben sich beispielsweise folgende Eindrücke:

“Few Grand Prix ventures have started so inauspiciously, or ended in such ignominy.”

„Kaum ein Formel-1-Projekt begann so unheilvoll und endete so voller Schande.“

“Motor racing should really be left to motor racing people, people who have a vague idea … what they are doing.”

„Man sollte den Motorsport Leuten überlassen, die wenigstens eine vage Idee davon haben, was sie eigentlich machen.“

„Andrea Moda Formula wirkte nicht wie ein Formel-1-Team, sondern wie eine Rap-Band, der gerade der Ghetto-Blaster kaputtgegangen ist.“

Wegen Privatteams wie Andrea Moda Formula, die von Leuten ohne viel Erfahrung oder Geld gegründet wurden und wenig später verschwanden, verlangte die FIA später von neuen Formel-1-Teams eine Kaution in Höhe von mehreren Millionen US-$.

## Weitere Entwicklung
Andrea Sassetti meldete sein Team im Spätherbst 1992 für die Formel-1-Saison 1993. Da er jedoch die bis zum 28. November 1992 laufende Einschreibefrist verpasst hatte, wurde die Meldung zurückgewiesen.
Stattdessen erschien der Name Andrea Moda 1993 im US-amerikanischen Motorsport: Der Schuhhersteller Andrea Moda trat in diesem Jahr aber nicht als Motorsportteam, sondern als Sponsor des mit italienischer Lizenz fahrenden Champ-Car-Teams Euromotorsport Racing an. Der schwarz lackierte Rennwagen von Lola wurde für Andrea Chiesa, Christian Danner, Davy Jones, David Kudrave, Andrea Montermini und Jeff Wood an den Start gebracht. Erfolgreichster Fahrer des Teams war der Rookie Montermini, der mit 12 Punkten Rang 18 der Fahrerwertung belegte. Sämtliche Punkte gehen dabei auf Monterminis vierten Platz beim Detroit Grand Prix zurück.

## Zahlen und Daten

### Alle Fahrer von Andrea Moda Formula in der Formel 1
| Name             | Saison | Grands Prix | Punkte | Siege | Zweiter | Dritter | Poles | SR | bester WM-Rang |
| ---------------- | ------ | ----------- | ------ | ----- | ------- | ------- | ----- | -- | -------------- |
| Enrico Bertaggia | 1992   | —           | —      | —     | —       | —       | —     | —  | —              |
| Alex Caffi       | 1992   | —           | —      | —     | —       | —       | —     | —  | —              |
| Roberto Moreno   | 1992   | 1           | —      | —     | —       | —       | —     | —  | —              |
| Perry McCarthy   | 1992   | —           | —      | —     | —       | —       | —     | —  | —              |

### Statistik in der Formel 1
| Saison | Teamname            | Chassis          | Motor       | Reifen | GP | Siege | Zweiter | Dritter | Poles | schnellste Rennrunden | Punkte | WM-Rang |
| ------ | ------------------- | ---------------- | ----------- | ------ | -- | ----- | ------- | ------- | ----- | --------------------- | ------ | ------- |
| 1992   | Andrea Moda Formula | Coloni C4B       | Judd GV V10 | G      | —  | —     | —       | —       | —     | —                     | —      | —       |
| 1992   | Andrea Moda Formula | Andrea Moda S921 | Judd GV V10 | G      | 1  | —     | —       | —       | —     | —                     | —      | —       |

### Ergebnisse in der Formel 1
| Saison | Nr. | Fahrer       | Chassis          | 1  | 2   | 3    | 4    | 5    | 6    | 7    | 8 | 9    | 10   | 11   | 12  | 13 | 14 | 15 | 16 | Punkte | Rang |
| ------ | --- | ------------ | ---------------- | -- | --- | ---- | ---- | ---- | ---- | ---- | - | ---- | ---- | ---- | --- | -- | -- | -- | -- | ------ | ---- |
| 1992   |     |              |                  |    |     |      |      |      |      |      |   |      |      |      |     |    |    |    |    | 0      | —    |
| 1992   | 34  | A. Caffi     | Coloni C4B       | EX |     |      |      |      |      |      |   |      |      |      |     |    |    |    |    | 0      | —    |
| 1992   | 34  | A. Caffi     | Andrea Moda S921 |    | DNS |      |      |      |      |      |   |      |      |      |     |    |    |    |    | 0      | —    |
| 1992   | 34  | R. Moreno    | Andrea Moda S921 |    |     | DNPQ | DNPQ | DNPQ | DNF  | DNPQ |   | DNPQ | DNPQ | DNQ  | DNQ | EX | EX | EX | EX | 0      | —    |
| 1992   | 35  | E. Bertaggia | Coloni C4B       | EX |     |      |      |      |      |      |   |      |      |      |     |    |    |    |    | 0      | —    |
| 1992   | 35  | E. Bertaggia | Andrea Moda S921 |    | DNS |      |      |      |      |      |   |      |      |      |     |    |    |    |    | 0      | —    |
| 1992   | 35  | P. McCarthy  | Andrea Moda S921 |    |     |      | DNPQ | DNPQ | DNPQ |      |   | DNPQ | DSQ  | DNPQ | DNQ | EX | EX | EX | EX | 0      | —    |

| Legende  | Legende            | Legende                                                          |
| Farbe    | Abkürzung          | Bedeutung                                                        |
| -------- | ------------------ | ---------------------------------------------------------------- |
| Gold     | –                  | Sieg                                                             |
| Silber   | –                  | 2. Platz                                                         |
| Bronze   | –                  | 3. Platz                                                         |
| Grün     | –                  | Platzierung in den Punkten                                       |
| Blau     | –                  | Klassifiziert außerhalb der Punkteränge                          |
| Violett  | DNF                | Rennen nicht beendet (did not finish)                            |
| Violett  | NC                 | nicht klassifiziert (not classified)                             |
| Rot      | DNQ                | nicht qualifiziert (did not qualify)                             |
| Rot      | DNPQ               | in Vorqualifikation gescheitert (did not pre-qualify)            |
| Schwarz  | DSQ                | disqualifiziert (disqualified)                                   |
| Weiß     | DNS                | nicht am Start (did not start)                                   |
| Weiß     | WD                 | zurückgezogen (withdrawn)                                        |
| Hellblau | PO                 | nur am Training teilgenommen (practiced only)                    |
| Hellblau | TD                 | Freitags-Testfahrer (test driver)                                |
| ohne     | DNP                | nicht am Training teilgenommen (did not practice)                |
| ohne     | INJ                | verletzt oder krank (injured)                                    |
| ohne     | EX                 | ausgeschlossen (excluded)                                        |
| ohne     | DNA                | nicht erschienen (did not arrive)                                |
| ohne     | C                  | Rennen abgesagt (cancelled)                                      |
| ohne     | keine WM-Teilnahme |                                                                  |
| sonstige | P/fett             | Pole-Position                                                    |
| sonstige | 1/2/3/4/5/6/7/8    | Punktplatzierung im Sprint-/Qualifikationsrennen                 |
| sonstige | SR/kursiv          | Schnellste Rennrunde                                             |
| sonstige | *                  | nicht im Ziel, aufgrund der zurückgelegten Distanz aber gewertet |
| sonstige | ()                 | Streichresultate                                                 |
| sonstige | unterstrichen      | Führender in der Gesamtwertung                                   |